# St. Stephan (Dornberg)

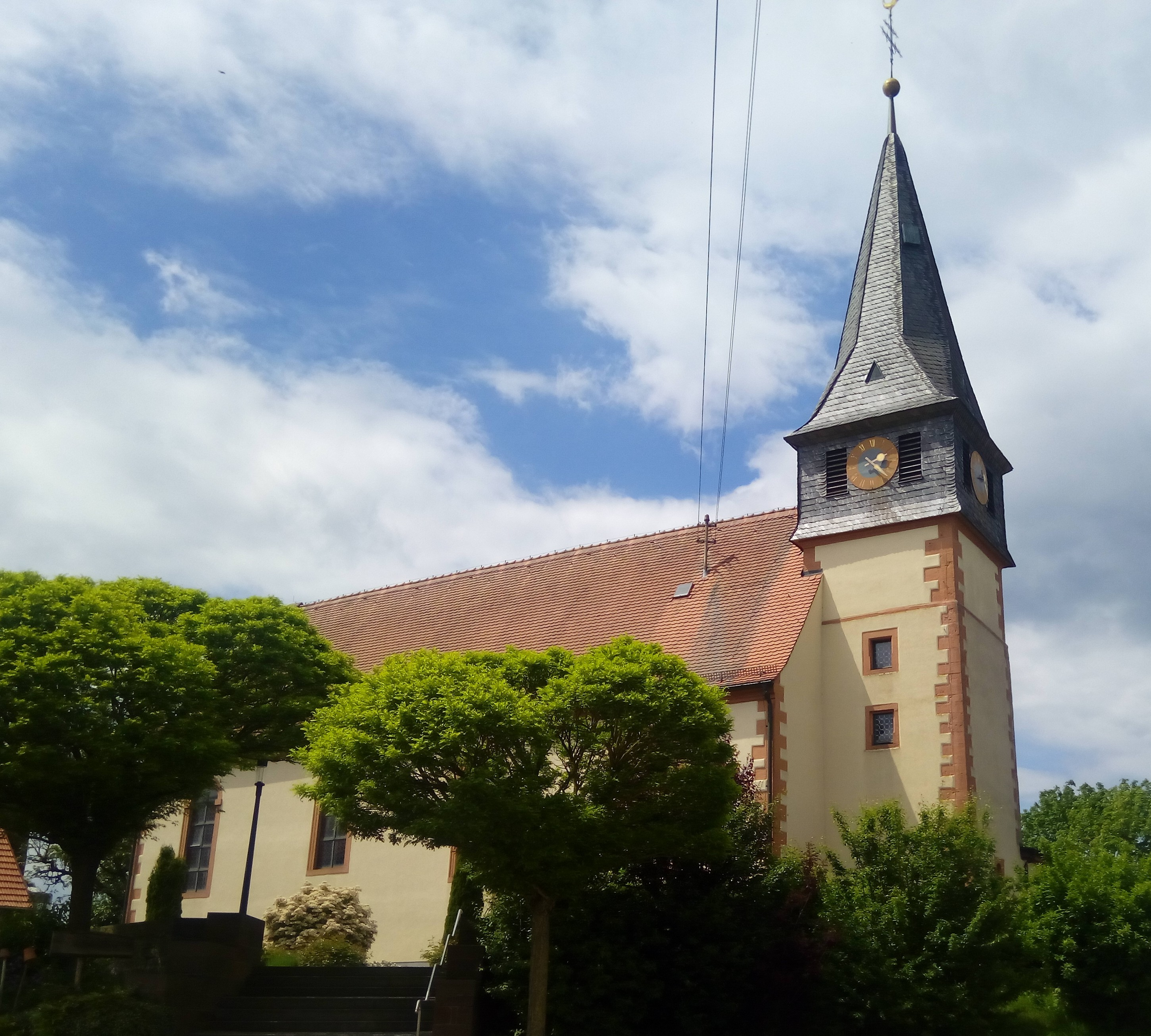
St. Stephan in Dornberg

Die römisch-katholische Filialkirche St. Stephan ist ein geschütztes Kulturdenkmal nach dem Denkmalschutzgesetz. Sie steht in Dornberg, einem Ortsteil der Gemeinde Hardheim im Neckar-Odenwald-Kreis in Baden-Württemberg. Die von der Kirchengemeinde Hardheim betreute Kirche gehört zum Dekanat Mosbach-Buchen im Erzbistum Freiburg.

## Beschreibung
Die unteren Geschosse des im 15. Jahrhundert aufgestockten Chorturms stammen aus der zweiten Hälfte des 13. Jahrhunderts. Im 17. Jahrhundert erhielt er ein Geschoss aus schiefergedecktem Holzfachwerk, das die Turmuhr und den Glockenstuhl beherbergt, in dem vier Kirchenglocken hängen. Auf zwei Seiten befinden sich elektrisch betriebene Zifferblätter. Darauf sitzt ein achtseitiger Knickhelm. Das westliche Langhaus hatte 1617 nur zwei Achsen. Es wurde 1770 auf vier Achsen erweitert.
Zur Kirchenausstattung gehören ein mit einem Baldachin überspannter Hochaltar von 1770 und eine wenig später gebaute Kanzel.